# Konvejer smerti
Konvejer smerti (Конвейер смерти) è un film del 1933 diretto da Ivan Aleksandrovič Pyr'ev.